# Zoltán Balog (polityk)
Zoltán Balog (ur. 7 stycznia 1958 w Ózd) – węgierski pastor i polityk. Parlamentarzysta, wiceminister spraw wewnętrznych i sprawiedliwości (2010–2012), minister zasobów ludzkich (2012–2018), biskup diecezji naddunajskiej Węgierskiego Kościoła Reformowanego, w latach 2021–2024 przewodniczący jego synodu.

## Życiorys
W 1983 ukończył protestancką akademię teologiczną w Budapeszcie, następnie kształcił się na wydziale wychowania fizycznego i nauki o sporcie Uniwersytetu Semmelweisa. W młodości pracował m.in. jako tokarz. W latach 1983–1989 był pastorem kościoła reformowanego w miejscowości Maglód. Został konsultantem teologicznym Konferencji Kościołów Europejskich. W latach 90. współpracował z jednym z uniwersytetów protestanckich, od 1996 był liderem organizacji Protestáns Fórum.
Od 1990 do 1993 zatrudniony jako konsultant parlamentarny Fideszu. Podczas rządów tego ugrupowania był szefem doradców premiera (1998–2002). Po nastaniu rządów socjalliberalnych stał na czele departamentu polityki społecznej w urzędzie prezydenckim. Od 2003 związany z Fundacją na rzecz Obywatelskich Węgier, był m.in. jej dyrektorem generalnym. W 2006 po raz pierwszy został wybrany do Zgromadzenia Narodowego z ramienia Fideszu. W 2010, 2014 i 2018 uzyskiwał poselską reelekcję.
Po wyborach wygranych przez Fidesz w 2010 został podsekretarzem stanu w ministerstwie spraw wewnętrznych odpowiedzialnym za integrację społeczną, w tym m.in. kwestie romskie. W maju 2012 dołączył do drugiego rządu Viktora Orbána jako konstytucyjny minister ds. zasobów ludzkich. Stanowisko to utrzymał również w czerwcu 2014 w trzecim gabinecie tego premiera. Zakończył urzędowanie w maju 2018. Kilka miesięcy później złożył mandat poselski, koncentrując się na działalności zawodowej jako pastor.
W listopadzie 2020 został biskupem diecezji naddunajskiej Węgierskiego Kościoła Reformowanego. W lutym 2021 powołany na przewodniczącego synodu tego kościoła. Ustąpił z tej funkcji w lutym 2024 w atmosferze skandalu, gdy ujawniono, że miał doradzać prezydent Katalin Novák zastosowanie prawa łaski wobec mężczyzny skazanego za tuszowanie przestępstw pedofilskich swojego przełożonego.

## Odznaczenia
- Krzyż Komandorski Orderu Zasługi RP – 2018[8][9]

## Życie prywatne
Zoltán Balog jest żonaty, ma pięcioro dzieci.